# Islāmpur (ort i Indien, Bihar)
Islāmpur är en ort i Indien.   Den ligger i distriktet Nālanda och delstaten Bihar, i den nordöstra delen av landet, 900 km öster om huvudstaden New Delhi. Islāmpur ligger 73 meter över havet och antalet invånare är 31 875.
Terrängen runt Islāmpur är mycket platt. Runt Islāmpur är det tätbefolkat, med 762 invånare per kvadratkilometer. Det finns inga andra samhällen i närheten. Trakten runt Islāmpur består till största delen av jordbruksmark.